# Словиньский национальный парк
Слови́ньский национа́льный парк (пол. Słowiński Park Narodowy) — национальный парк на севере Польши, в Поморском воеводстве. Расположен на побережье Балтийского моря между городами Леба и Ровы. Северная граница парка включает 32,5 км побережья. Назван по имени славянского народа словинцев, проживавших здесь до второй половины XX века.

## История
Парк был создан в 1967 году с изначальной площадью 180,69 км²; сегодня он лишь немногим больше — 186,18 км². В 1997 году ЮНЕСКО признала парк биосферным заповедником по программе Человек и биосфера; в 1995 году был признан объектом Рамсарской конвенции.
В 1963 году около деревни Клюки, на территории впоследствии учреждённого парка, был создан этнографический музей «Словинская деревня», демонстрирующий сельский быт и культуру словинцев, проживавших здесь в середине XIX века.

## Дюны
В прошлом, территория парка была заливом Балтийского моря, но деятельностью моря были созданы песчаные дюны, которые отделили залив от моря. Дюны медленно движутся, со скоростью от 3 до 10 метров в год, некоторые из них довольно высокие (до 30 м). Высшая точка парка — Ровокол (115 м) являет собой отличный наблюдательный пункт.

## Флора и фауна
Водные пространства занимают 55 % территории парка; это главным образом озёра: Лебское, Гардно и Долге-Велке. Парк также пересекают 7 рек. Леса парка представлены преимущественно сосной (80 % от общей площади лесов). Имеются также торфяные болота различных видов.
Здесь обитают 257 видов птиц, объяснением чего служит расположение парка на пути миграции птиц. Среди млекопитающих стоит отметить: благородных оленей, европейских лосей, кабанов, зайцев-русаков, обыкновенных лисиц, енотовидных собак, выдр, обыкновенных бобров, барсуков, горностаев, ондатр и др.

## Туризм
Имеется развитая туристическая инфраструктура. Через парк проходит около 140 км пешеходных туристических маршрутов.

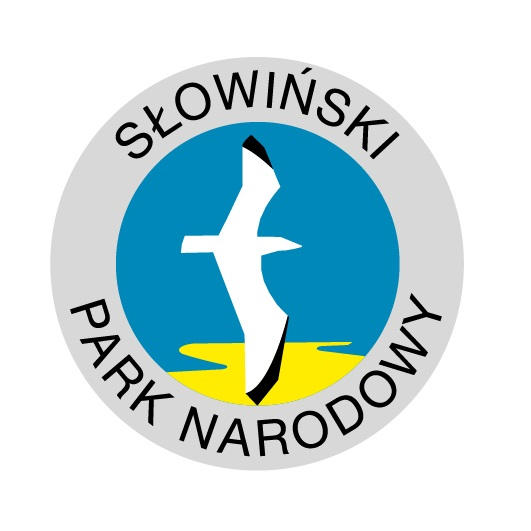
Логотип парка
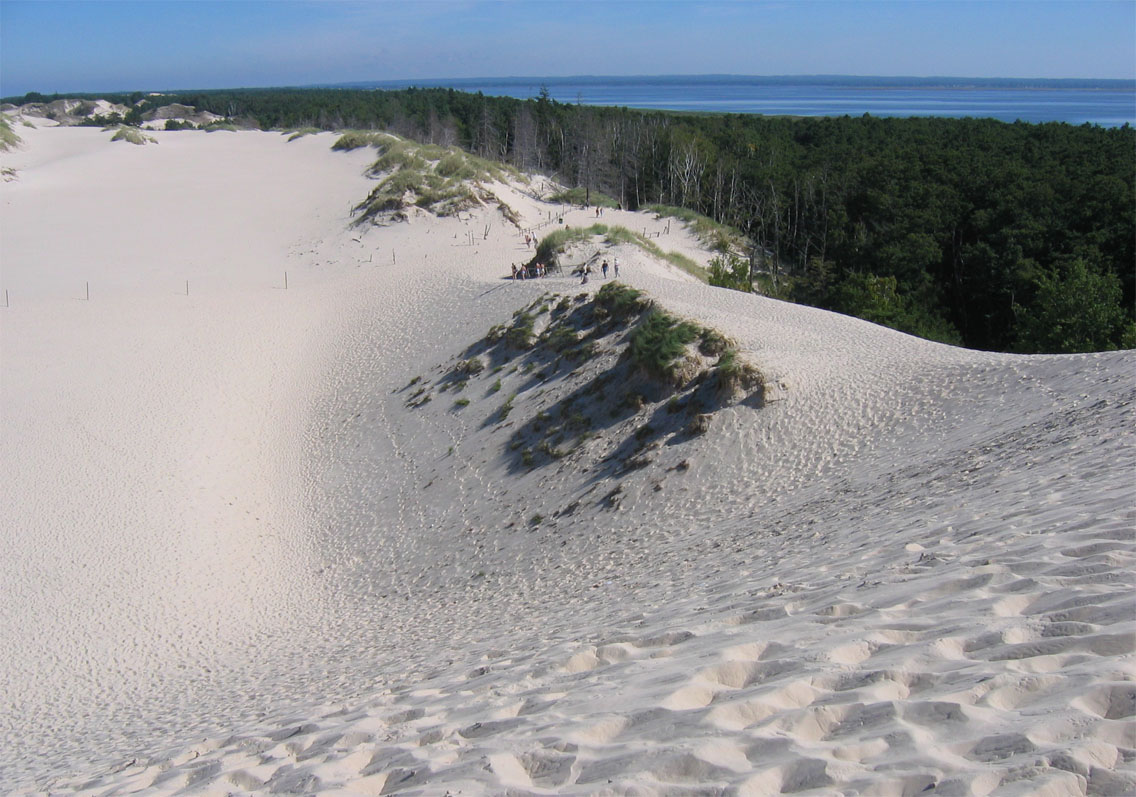
Дюны парка
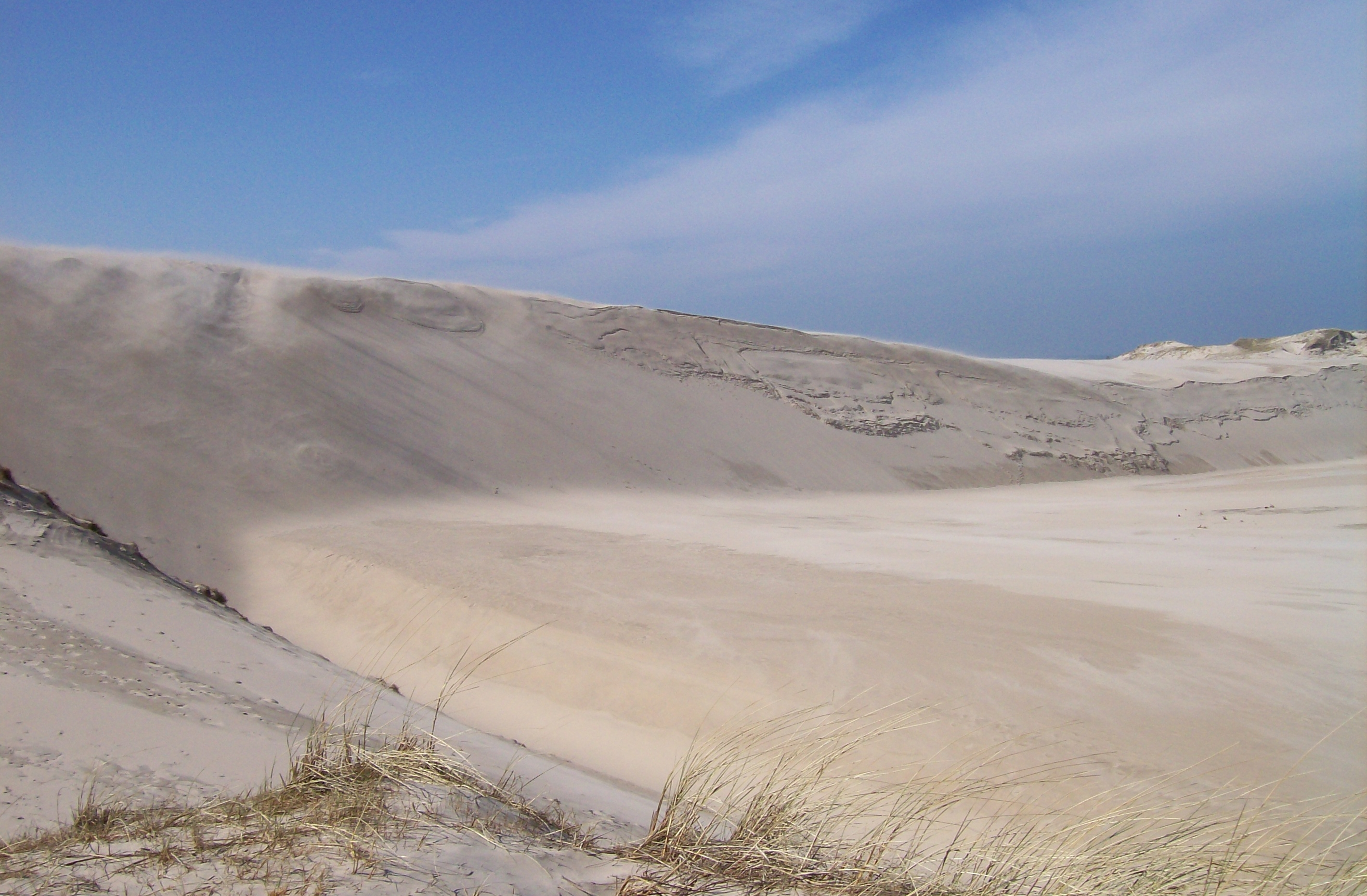
Дюны парка
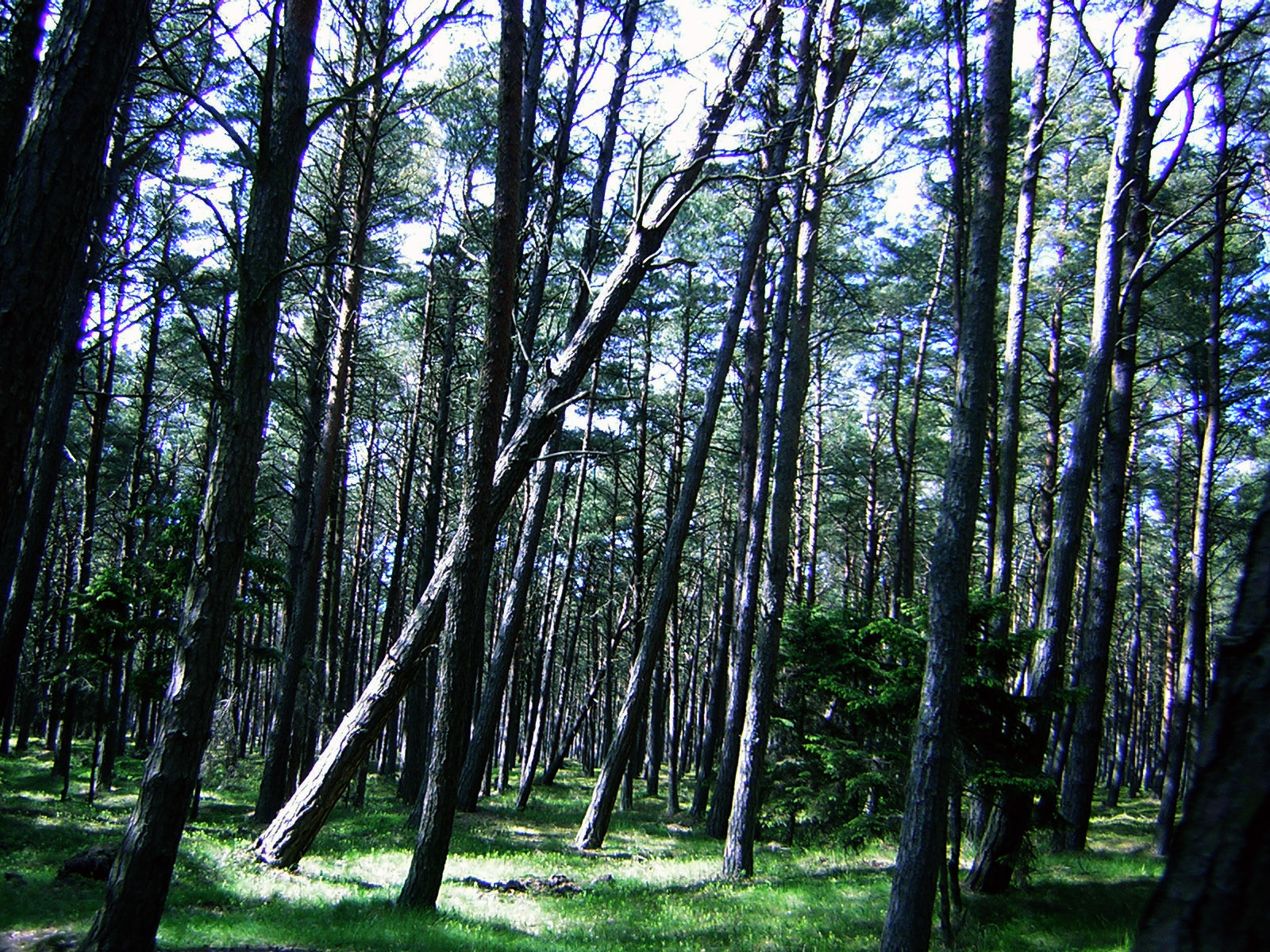
Лес в Словиньском парке
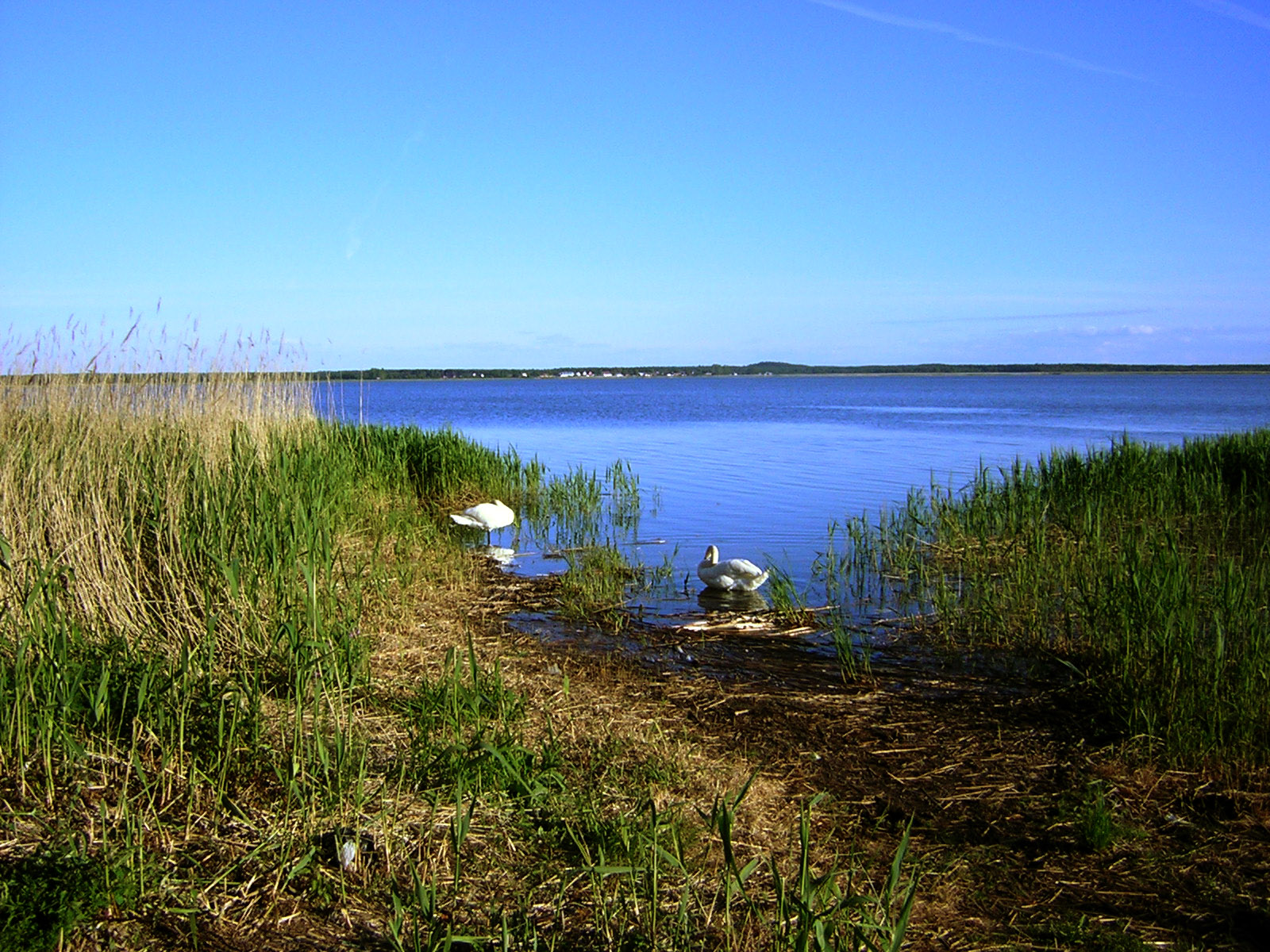
Лебское озеро